# Partido Popular de Ceuta
El Partido Popular de Ceuta (también conocido como el PP de Ceuta) es la delegación ceutí del Partido Popular en esa ciudad autónoma. Su presidente es Juan Jesús Vivas, quien también es el alcalde-presidente de la ciudad. La sede central del partido se encuentra en la calle Teniente Arrabal, 4 Edificios Ainara III, Semisótano (zona centro). Gobernó en Ceuta con mayoría absoluta entre 2003 y 2019.
El Partido Popular lleva ejerciendo el gobierno de la ciudad ininterrumpidamente desde el año 2001.  
El Partido Popular de Ceuta es el partido hegemónico de la ciudad. Gana todas las elecciones autonómicas desde 2003. Ganó todas las elecciones generales desde 1996 hasta 2016. En el 2019 VOX le arrebató la primera posición y por lo tanto la representación en el Congreso de los Diputados. Tras las elecciones autonómicas de 2019 pactó la investidura de Juan Jesús Vivas con el PSOE, para evitar pactar con VOX.

## Estructura orgánica[1]
- Presidente regional: Juan Jesús Vivas Lara

- Secretaria general: Yolanda Bel Blanca

- Vicesecretarios:
  - Carlos Rontomé
  - Malika Al-Lal
  - David Hernández
  - Hamadi Ananou

- Gerente: Javier Martí

- Presidente Comité Derechos y Garantías: Carolina Pérez
- Presidente del Comité Electoral: Juan Manuel Doncel

- Vocales:
  - Adbdelhakim Abdeselam,
  - Francisco Albiñana,
  - José Manuel Ávila,
  - Jesús Javier Blanco,
  - Juan Bravo,
  - Emilio Carreira,
  - Javier Celaya,
  - Kissy Chandiramani,
  - Mª Isabel Deu,
  - Yamal Dris,
  - Nicolás Fernández,
  - Ana Isabel García,
  - Néstor García,
  - Javier Guerrero,
  - Jacob Hachuel,
  - José Luis Jordán,
  - Guillermo Martínez,
  - Fátima Mohamed,
  - Mina Mohamed,
  - David Muñoz,
  - Adela Nieto,
  - Cristina Obispo,
  - Francisco Javier Olmedo,
  - Laura Pérez Mateos,
  - Fernando Ramos,
  - Manuela Recio,
  - Víctor Ríos,
  - Marta Rodríguez,
  - Rocío Salcedo,
  - Francisco José Torrado
  - Mª Dolores Traverso.

## Resultados en la Asamblea de Ceuta
| Elección | Candidato                   | Votos       | Porcentaje | Representantes | +/-         | Resultado                       |
| 1991     |                             | 5.812 (2º)  | 24,14 %    | 6/25           | Sin cambios | Oposición                       |
| 1995     | Jesús Cayetano Fortes Ramos | 8.867 (1º)  | 31,16 %    | 9/25           | 3           | Oposición (1995-1996)           |
| 1995     | Jesús Cayetano Fortes Ramos | 8.867 (1º)  | 31,16 %    | 9/25           | 3           | Gobierno en minoría (1996-1999) |
| 1999     | Juan Jesús Vivas            | 9.334 (2º)  | 28,33 %    | 8/25           | 1           | Gobierno en minoría (1999)      |
| 1999     | Juan Jesús Vivas            | 9.334 (2º)  | 28,33 %    | 8/25           | 1           | Oposición (1999-2001)           |
| 1999     | Juan Jesús Vivas            | 9.334 (2º)  | 28,33 %    | 8/25           | 1           | Gobierno en minoría (2001-2003) |
| 2003     | Juan Jesús Vivas            | 20.897 (1º) | 63,02 %    | 19/25          | 11          | Gobierno mayoritario            |
| 2007     | Juan Jesús Vivas            | 22.484 (1º) | 65,61 %    | 19/25          | Sin cambios | Gobierno mayoritario            |
| 2011     | Juan Jesús Vivas            | 20.054 (1º) | 65,16 %    | 18/25          | 1           | Gobierno mayoritario            |
| 2015     | Juan Jesús Vivas            | 13.355 (1º) | 45,77 %    | 13/25          | 5           | Gobierno mayoritario            |
| 2019     | Juan Jesús Vivas            | 10.527 (1º) | 31,12 %    | 9/25           | 4           | Gobierno en minoría             |
| 2023     | Juan Jesús Vivas            | 11.738 (1º) | 34,37 %    | 9/25           | Sin cambios | Gobierno en minoría             |

## Resultados en las elecciones generales
| Elección  | Votos  | Porcentaje | Representantes | Puesto |
| 1989      | 7.855  | 34,27 %    | 0/1            | 2.º    |
| 1993      | 15.276 | 50,93 %    | 1/1            | 1.º    |
| 1996      | 17.288 | 53,21 %    | 1/1            | 1.º    |
| 2000      | 14.422 | 47,72 %    | 1/1            | 1.º    |
| 2004      | 21.142 | 59,24 %    | 1/1            | 1.º    |
| 2008      | 20.040 | 55,11 %    | 1/1            | 1.º    |
| 2011      | 20.968 | 65,93 %    | 1/1            | 1.º    |
| 2015      | 14.813 | 44,86 %    | 1/1            | 1.º    |
| 2016      | 15.991 | 51,86 %    | 1/1            | 1.º    |
| Abr. 2019 | 8.147  | 21,44 %    | 0/1            | 3.º    |
| Nov. 2019 | 7.439  | 22,28 %    | 0/1            | 3.º    |
| 2023      | 12.918 | 38,77 %    | 1/1            | 1.º    |